# Sphärozyt

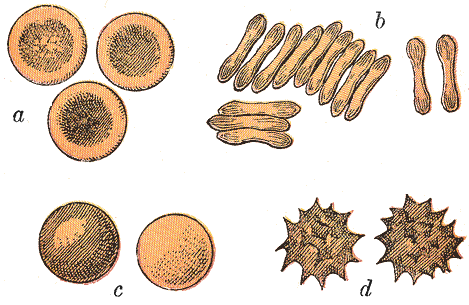
Normale rote Blutkörperchen (a und b), c Sphärozyten und d Stechapfelzellen

Sphärozyten sind kugelförmig veränderte Erythrozyten. Da sie meist kleiner als Erythrozyten sind, nennt man sie auch Mikrosphärozyten. Ihr Verhältnis zwischen Oberfläche und Volumen ist geringer, das  Hämoglobin ist dichter gepackt. Im Gegensatz zu den Erythrozyten haben sie keine zentrale Aufhellung. Sphärozyten haben eine reduzierte Lebensspanne, da sie schlecht deformierbar sind.
Sphärozyten kommen angeboren bei der Kugelzellenanämie (Membrandefekt) und erworben bei autoimmunhämolytischen Anämien (Schädigung der Zellmembran durch Autoantikörper) vor. Auch bei Hunden ist eine Sphärozytose ein diagnostischer Hinweis auf eine autoimmunhämolytische Anämie, bei Katzen fehlt dagegen den normalen Erythrozyten die zentrale Aufhellung, so dass Sphärozyten nicht von kleinen Erythrozyten unterschieden werden können.
Sphärozyten sind krankhaft veränderte Erythrozyten. Der osmotische Druck in den Erythrozyten ist gleich dem osmotischen Druck im Blutplasma. Allerdings ist der onkotische (kolloidosmotische) Druck in den Erythrozyten um einiges höher. Um diesen Druck auszugleichen, bzw. gar nicht erst entstehen zu lassen, sind ständig Pumpen in der Erythrozytenmembran aktiv, die Elektrolyte ins Blutplasma schleusen. Wenn diese Pumpen inaktiviert werden, z. B. durch Stoffwechselgifte, erhöht sich der onkotische Druck in den Erythrozyten. Nun strebt Wasser, dem onkotischen Druckgefälle folgend, in den Erythrozyt. Ein Wasserauswärtsstrom bei umgekehrten Druckverhältnissen würde zur sogenannten „Stechapfelform“ führen.
Durch den vorzeitigen Abbau der Sphärozyten werden die Systeme von Leber und Milz häufig überlastet, so dass sich die klinischen Bilder von Milzvergrößerung und nicht-infektiöser Gelbsucht ergeben.